# Università di Tecnologia Noshirvani
La Babol Noshirvani Università di Tecnologia è una università tecnica in Babol, una città in provincia di Mazandaran, nel nord dell'Iran, 20 km a sud del Mar Caspio.